# IWeb
iWeb（アイウェブ）は、Appleが開発・販売していたWebオーサリングツールである。iLifeを構成するソフトウェアのひとつ。Appleは2011年に開発を終了した。

## 概要
- 2006年1月リリースの「iLife'06」で初登場した。
- テンプレートを利用して、ブログをはじめとした様々なタイプのウェブページを簡単に作成できる。
- 「iLife」の他のソフトウェアとの連動で、Podcastingの配信ができる。
- .Macでのサイト公開を推奨しているが、他のサーバでのサイト公開も可能である（ただし、ブログのコメントなど一部機能はサポート外となる）。
- あくまで初心者向けであるため、HTMLやCSSの直接編集や、ValidなHTML/CSSには対応していないが、HTMLに関してはiWeb'09からアプリケーション内の"ウィジェット"のHTMLスニペットを利用してページに適用できるようになったため、iWebで表現できる内容が幅広くなった。

## 歴史
- 2006年1月 - iLife'06の一部としてリリース。
- 2007年8月 - iLife'08の一部としてアップグレード版のiWeb'08(2.0)リリース。
- 2009年1月 - iLife'09の一部としてiWeb'09 (3.0) をリリース。
- 2010年9月 - iLife'11にも同梱されるがアップグレードは無し。